# Alhué
Alhué este un târg și comună din provincia Melipilla, regiunea Metropolitană Santiago, Chile, cu o populație de 4.435 locuitori (2012) și o suprafață de 845,2 km2.